# Encyklopedie sztuki WAiF i PWN
Encyklopedie Sztuki WAiF i PWN – wielotomowa, ilustrowana seria polskich encyklopedii poświęconych sztuce wydana w latach 1978–2002 w Warszawie przez Wydawnictwa Artystyczne i Filmowe oraz Wydawnictwo Naukowe PWN.

## Opis
Encyklopedia opracowana została na podstawie francuskiej encyklopedii Les dictionnaires de l'homme du XX' siecle, która została uaktualniona, uzupełniona oraz wzbogacona o treści dotyczące polskiej sztuki . Seria wydawana jest w Polsce od lat 70. Niektóre tomy wydawano dwukrotnie. Opublikowane zostały następujące tomy:
- Encyklopedia kultur pradziejowych: Europa, Azja, Afryka, Ameryka, Michel Brezillon; przedm. Andre Leroi-Gourhan; wstęp do wyd. polskiego, [tł. z fr.] Jerzy Gąssowski, dwa wydania 1978 i 2001,
- Encyklopedia sztuki dekoracyjnej, Guillaume Janneau, uzupełn. Anna Derwojedowa i Andrzej Dulewicz, tłum. Joanna Arnold oraz Ewa Kiełczewska, 1978[1] ,
- Encyklopedia romantyzmu: malarstwo, rzeźba, architektura, literatura, muzyka, t. I (383 s.), Francis Claudon oraz Claude Noisette de Crauzat; przekł. Helena Kęszycka,
- Encyklopedia ekspresjonizmu, t. I (383 s.), Richard Lionel, Armin Arnold, tłum. Dorota Górna, Jacek Stanisław Buras, 1996[2] ,
- Encyklopedia symbolizmu, Jean Cassou (1897-1986) oraz Pierre Brunel; przekł. z języka francuskiego, oprac. i przypisy Joanna Guze; hasła uzup. oprac. Janusz Derwojed, Małgorzata Gąsiorowska, Barbara Kryda, 1997,
- Encyklopedia architektury, Nikolaus Pevsner, John Fleming, Hugh Honour ; przeł. z ang. Andrzej Dulewicz, 1997,
- Encyklopedia sztuki francuskiej: artyści, dzieła, pojęcia, Andrzej Dulewicz, 1997,
- Encyklopedia impresjonizmu, Maurice Sérullaz (1914-1997) oraz Georges Pillement, Bertrand Marret, François Duret-Robert; przekł. Halina Andrzejewska, noty biogr. dotyczące polskich artystów oprac. Anna Derwojedowa, 1997,
- Encyklopedia surrealizmu, René Passeron; przekł. Krystyna Janicka, dwa wydania 1997 oraz 2002[3] ,
- Encyklopedia sztuki starożytnej: Europa, Azja, Afryka, Ameryka, wstęp Kazimierz Michałowski, Jadwiga Lipińska; aut. Piotr Bieliński, 1998,
- Encyklopedia malarstwa flamandzkiego i holenderskiego, Robert Genaille; aktual., uzup. i nowe hasła Maciej Monkiewicz, Antoni Ziemba; [przekł. z jęz. fr.: Ewa Maliszewska, Krystyna Secomska, 2001,
- Encyklopedia sztuki niemieckiej : Austria, Niemcy, Szwajcaria, Andrzej Dulewicz, 2002,
- Encyklopedia art deco, Pierre Cabanne; przekł. Joanna Guze; uzup. Anna Sieradzka, 2002,